# Dimos Ios
Dimos Ios (Ios) är en kommun i Grekland.   Den ligger i prefekturen Kykladerna och regionen Sydegeiska öarna, i den sydöstra delen av landet, 200 km sydost om huvudstaden Aten. Antalet invånare är 1 862. Dimos Ios ligger på ön Nísos Íos.